# Liste von Friedhöfen im Landkreis Heidekreis
Die Liste von Friedhöfen im Landkreis Heidekreis führt in einer sortierbaren Liste Friedhöfe im niedersächsischen Heidekreis auf. Dabei werden die Friedhöfe alphabetisch nach den einzelnen Gemeinden geordnet. 

## Liste der Friedhöfe
| Bezeichnung                                       | Bild           | Gemeinde                           | Standort | Errichtung Einweihung                  | Weitere Informationen |
| ------------------------------------------------- | -------------- | ---------------------------------- | --- | -------------------------------------- | --- |
| Jüdischer Friedhof (Ahlden)                       | weitere Bilder | Ahlden (Aller)                     | Straße Am Friedhof (Lage) |                                        | siehe auch Liste der Baudenkmale in Ahlden (Aller)#Ahlden |
| Friedhof Dorfmark                                 | weitere Bilder | Bad Fallingbostel                  | Dorfmark (Lage) |                                        | siehe auch Bad Fallingbostel - Dorfmark, Ev.- luth. Friedhof auf kriegsgraeberstaetten.volksbund.de |
| Friedhof Fallingbostel                            |                | Bad Fallingbostel                  | am nördlichen Rand verläuft die Wilhelm-Raabe-Straße, am östlichen Rand die Vogteistraße und am westlichen Rand der Ulmenweg (Lage) | 1928 angelegter evangelischer Friedhof | siehe auch Bad Fallingbostel, Ev. - luth. Friedhof Vogteistr. auf kriegsgraeberstaetten.volksbund.de und |
| Kriegsgräberstätte Oerbke                         | weitere Bilder | Osterheide (gemeindefreier Bezirk) | Oerbke (Lage) |                                        | siehe auch Liste der Baudenkmale in Osterheide#Oerbke |
| Jüdischer Friedhof (Rethem)                       |                | Rethem                             | im Rethemer Ortsteil Wohlendorf beim Hof Nr. 23 (Lage)                                                                              |                                        | siehe auch Liste der Baudenkmale in Rethem (Aller)#Wohlendorf und Jüdischer Friedhof Rethem auf denkmalatlas.niedersachsen.de |
| Alter Friedhof Schneverdingen                     | weitere Bilder | Schneverdingen                     | liegt nördlich der Bahnhofstraße, am östlichen Rand verläuft die Oststraße (Lage)                                                   |                                        | Siehe auch Liste der Baudenkmale in Schneverdingen#Schneverdingen |
| Neuer Friedhof Schneverdingen                     | weitere Bilder | Schneverdingen                     | südlich der Bahnhofstraße (= L 170) und westlich der Schröderstraße (Lage)                                                          |                                        | Siehe auch Liste der Baudenkmale in Schneverdingen#Schneverdingen und Schneverdingen, Neuer Ev.- luth. Friedhof auf kriegsgraeberstaetten.volksbund.de                                                                                                   |
| Jüdischer Friedhof (Soltau)                       |                | Soltau                             | am Böningweg Nr. 7 (Lage) |                                        | siehe auch Liste der Baudenkmale in Soltau#Soltau |
| Stadtfriedhof Soltau                              | weitere Bilder | Soltau                             | am östlichen Rand verläuft die Bergstraße (= B 71) und am nordwestlichen Rand die Flachslandstraße (Lage)                           |                                        | siehe auch Liste der Baudenkmale in Soltau#Soltau |
| Waldfriedhof Soltau                               |                | Soltau                             | liegt nördlich des Tannenweges (Lage)                                                                                               |                                        | siehe auch Lageplan Waldfriedhof auf soltau.de |
| Friedhof Düshorn                                  | weitere Bilder | Walsrode                           | Ortsteil Düshorn (Lage) |                                        | siehe auch Walsrode - Düshorn, Ev. - luth. Friedhof auf kriegsgraeberstaetten.volksbund.de und Friedhofsordnung (FO) für den Friedhof der Ev.-luth. St. Johannes-der-Täufer-Kirchengemeinde Düshorn-Ostenholz in Düshorn auf kirchengemeinde-dueshorn.de |
| Friedhof Meinerdingen                             |                | Walsrode                           | Meinerdingen, gehört zu Honerdingen (Lage)                                                                                          |                                        | Willkommen - Friedhof Meinerdingen auf kirchengemeinde-meinerdingen.de |
| Friedhof Walsrode                                 |                | Walsrode                           | am nördlichen Rand verläuft die Saarstraße und am östlichen Rand die Brüggemannstraße (Lage)                                        |                                        | siehe auch Liste der Baudenkmale in Walsrode#Einzelbaudenkmale – Saarstraße und Historischer Rundweg. Interessante Orte auf dem Friedhof auf kirchengemeinde-walsrode.de                                                                                 |
| Jüdischer Friedhof (Walsrode)                     | weitere Bilder | Walsrode                           | Ecke Hannoversche Straße/Beim Vorwerk (Lage)                                                                                        |                                        | siehe auch Liste der Baudenkmale in Walsrode#Gruppe: Jüdischer Friedhof |
| Alter Friedhof Wietzendorf                        | weitere Bilder | Wietzendorf                        | am nördlichen Rand verläuft die Bahnhofstraße (= Kreisstraße K 12) und am südlichen Rand die Kampstraße (Lage)                      |                                        | siehe auch Liste der Baudenkmale in Wietzendorf#Wietzendorf |
| Becklingen War Cemetery                           | weitere Bilder | Wietzendorf                        | im Ortsteil Bockel, direkt an der B 3 (Lage)                                                                                        |                                        | Soldatenfriedhof nördlich von Becklingen (Landkreis Celle); siehe auch Liste der Baudenkmale in Wietzendorf#Bockel – Einzelbaudenkmale |
| Sowjetischer Kriegsgefangenenfriedhof Wietzendorf | weitere Bilder | Wietzendorf                        | nordöstlich der Kreisstraße K 38 (Lage)                                                                                             |                                        | siehe auch Liste der Baudenkmale in Wietzendorf#Gruppe Kriegsgefangenenfriedhof |